# Lancia Lince
La Lancia Ansaldo Lince è un'autoblindo prodotta in Italia dalla Lancia Veicoli Industriali in collaborazione con l'Ansaldo, nel corso della seconda guerra mondiale, in 263 esemplari, usata principalmente come veicolo da ricognizione.

## Storia
Nel 1941 il Ministero della Guerra chiese alla Lancia di fabbricare un telaio sul quale potesse essere installata una carrozzeria blindata con caratteristiche come la trasmissione sulle quattro ruote, sospensioni indipendenti ad alta accelerazione e velocità.
Realizzata in circa 250 esemplari a partire dal 1943, ispirata alla britannica Daimler Scout Car meglio nota come "Daimler Dingo", il prototipo fu presentato nel novembre 1942 grazie al fatto che alcuni esemplari dell'autoblindata inglese furono catturati in Libia.

## Caratteristiche
Il motore era quello della Lancia Astura con modifiche per aumentare la coppia motrice. Presentava un cambio con un preselettore idraulico copiato dal veicolo inglese come anche le trasmissioni e le sospensioni. Particolare interessante aveva tutte e quattro le ruote sterzanti, per avere maggiore manovrabilità.
La parte della carrozzeria era uguale all'autoblindata inglese tranne nel retro, dove era situato il motore. Inoltre, rispetto alle autoblindo prodotte in Italia, presentava una corazzatura con saldature; infatti le altre autoblindo di produzione italiana avevano una corazza con piastre sagomate fissata con bulloni a testa conica o (talvolta) con chiodatura (su un telaio) che, presentava un inconveniente: i colpi di mitragliatrice, sebbene non perforassero la corazza, talvolta (anche se assai raramente) facevano saltare la testa rendendoli pericolosi per il personale all'interno dove non fosse presente la pannellatura interna a protezione (va detto che, vi sono numerose foto di corazze frantumate, per varie ragioni, ma con tutti i bulloni al suo posto sul telaietto dello scafo).
Sebbene il mezzo inglese fosse dotato di ruote antiproiettile quello italiano non lo fu, ma fu dotato di ruota di scorta, impossibile da sostituire se bersagliati dal fuoco nemico. Il suo armamento era costituito da una mitragliatrice Breda Mod. 38 calibro 8 mm.

## Impiego
In seguito agli eventi causati dall'Armistizio di Cassibile, le 263 "Lince" ultimate non poterono essere consegnate al Regio Esercito e furono requisite dalla Repubblica Sociale Italiana per essere impiegate da reparti della Wehrmacht (con la denominazione Pz.Sp.Wg.Lince 202(i)) e della Guardia Nazionale Repubblicana, dimostrandosi un mezzo piuttosto efficace nelle operazioni antiguerriglia e di rastrellamento, contro le formazioni partigiane.
Nel secondo dopoguerra, gli esemplari superstiti vennero assegnati alla Polizia, ai Carabinieri e al 6º Reggimento di Cavalleria Blindata Lancieri di Aosta.

## Esemplari superstiti
Sono attualmente conservati tre esemplari dell'autoblindo. Gli esemplari indicati in neretto sono meccanicamente funzionanti:
- Lancia "Lince" - Caserma "Zappalà" - Scuola di cavalleria dell'Esercito Italiano (Lecce)
- Lancia "Lince" - Collezione Vincenzo Lancia (Torino)
- Lancia "Lince" - Museo storico della motorizzazione militare (Roma-Cecchignola)